# The Inquisitor
 The Inquisitor  — приключенческая компьютерная игра, разработанная польской студией The Dust и выпущенная Kalypso Media для Microsoft Windows, Xbox Series X/S и PlayStation 5 в 2024 году. Она основана на книгах Яцека Пекары об инквизиторе Мордимере Маддердине. События игры происходят в альтернативной истории, в мире, который похож на Средние века.

## Игровой процесс
Игрок управляет инквизитором Мордимером Маддердином, ведущим детективное расследование — оно включает в себя опрос свидетелей и сбор улик. В игре есть и сражения, где инквизитор должен противостоять врагам с мечом в руках. Особый режимы поиска улик позволяет подсвечивать интерактивные объекты и следы. Инквизитор также в состоянии подслушивать разговоры — для этого нужно находить в мире определённые места. В некоторых местах игрок должен выбирать варианты ответа в диалогах. Инквизитор обладает сверхъестественными способностями и может погружаться в «Немир» — потустороннее измерение, населенное чудовищами; здесь можно найти видения прошлого и узнать, что произошло на самом деле. Погружения в Немир опасны — огромный глаз высматривает пришельца, и Мордимер должен прятаться от этого наблюдателя и находить незаметные проходы. В игре есть несколько возможных концовок.

## Сюжет
Действие игры, как и книжного цикла Пекары, разворачивается в альтернативно-исторической Европы XVI века. Христианство в этом мире представляет собой более воинственную и мрачную религию, где безжалостность, месть и прагматизм в духе «цель оправдывает средства» считаются добродетелями — Христос не умер как мученик, но сошёл с креста, возглавил войско и завоевал Римскую империю. В начале игры католический инквизитор Мордимер Маддердин прибывает в город Кенигштайн по приказу епископа с заданием найти и уничтожить вампира, который якобы убивает горожан. Инквизитор использует свои сверхъестественные способности, включая видения прошлого и способность подслушивать разговоры, чтобы раскрыть тайны города и найти истинного преступника.
В городе Мордимер сталкивается с ритуальным убийством проститутки Роксаны. Расследуя это преступление, инквизитор обнаруживает улики, указывающие на проведение сатанинских обрядов. Параллельно он выясняет, что в городе существует политическое противостояние между кардиналом и графиней, которое может быть связано с происходящими убийствами. Мэр Гвидо предупреждает инквизитора о сложной политической ситуации и предлагает провести собственное расследование. 
В ходе расследования инквизитору приходится иметь дело и с новыми загадочными преступлениями, включая смерть хозяина таверны и проблему с «проклятой маской» в городской тюрьме. После допроса и сражения с торговцами древностями братьями Финкельштей инквизитор выясняет, что братья обнаружили в руинах старого города древние артефакты и продали их графине и кардиналу. Перед смертью один из братьев упоминает имя Рейхлина — умершего два года назад лекаря, который служил Кардиналу, что заставляет инквизитора направиться на кладбище для эксгумации тела.

## Разработка
В марте 2019 года польская студия The Dust заключила контракт с писателем Яцеком Пекарой на создание компьютерных игр по его серии книг об инквизиторе Мордимере Маддердине. Контракт предусматривал разработку игр для персональных компьютеров, PS4, Xbox One и устройств Android. На закрытой конференции в сентябре 2019 года разработчики представили подробности проекта. Было объявлено, что основной акцент будет сделан на сюжете и системе диалогов, где выбор игрока влияет на отношения с персонажами. Визуальный стиль игры вдохновлен работами Иеронима Босха. События игры были ограничены одним городом из-за бюджетных ограничений, но разработчики обещали разнообразие локаций, включая трущобы и богатые районы. Бюджет проекта составил 1,8 миллиона долларов. Разработчики планировали продать 360 тысяч копий в первый год после релиза. Выпуск бета-версии планировался на 2021 год, а релиз — на 2022 год.
В сентябре 2020 года были опубликованы первые скриншоты. Главный художник Кацпер Швайка рассказал, что художественный стиль эволюционировал от вдохновения фламандскими мастерами эпохи Возрождения к большей реалистичности. К проекту присоединился Дамиан Павлак, ранее работавший над Cyberpunk 2077 в CD Projekt RED. В мае 2021 года был выпущен первый трейлер игры, демонстрирующий игровой процесс и локации, включая «Немир» — особое измерение для поиска улик в ходе расследований. Разработчики также представили дополнительные скриншоты и подтвердили наличие пяти уникальных районов города с собственной архитектурой и атмосферой.
В августе 2022 года издателем проекта стала компания Kalypso Media, инвестировавшая в разработку 2,4 миллиона евро. Из них 1,5 миллиона были направлены на разработку, 275 тысяч — на локализацию и 600 тысяч — на маркетинг. Контракт предусматривал приоритетное право Kalypso Media на издание возможных продолжений игры, при этом интеллектуальная собственность осталась у The Dust.
В сентябре 2023 года во время фестиваля Steam Next Fest была выпущена демоверсия игры, ранее показанная журналистам на Gamescom 2023. Игра была выпущена 8 февраля 2024 игра.

## Отзывы
| Сводный рейтинг       | Сводный рейтинг           |
| Агрегатор             | Оценка                    |
| --------------------- | ------------------------- |
| Metacritic            | 58/100 (PC) 63/100 (XBXS) |
| OpenCritic            | 52/100                    |
| «Критиканство»        | 64/100                    |
| Иноязычные издания    |                           |
| Издание               | Оценка                    |
| Eurogamer             | [ 15 ]                    |
| GameStar              | 67/100                    |
| IGN                   | 6/10                      |
| PC Gamer (US)         | 79/100                    |
| Русскоязычные издания |                           |
| Издание               | Оценка                    |
| GameMAG.ru            | 6/10                      |
| GoHa.Ru               | «Хорошо»                  |
| «НИМ»                 | 5,7/10                    |

По данным агрегатора рецензий Metacritic, игра получила посредственные или смешанные отзывы прессы. Рецензент IGN Фил Хорншоу посчитал задумку необычной и притягательной — многие игры предлагают игроку «моральные» выборы, но The Inquisitor на уровне мироустройства меняет сами правила, по которым работает эта «мораль». В то же время Хорншоу жаловался, что игра слишком часто «ведёт игрока за руку». Он указывал на упрощённость боевой системы и тривиальную механику поиска улик, а также на недостаточную прозрачность влияния решений игрока на сюжет и на технические проблемы, мешающие получать удовольствие от интересных сцен и сегментов. Роберт Джонс из PC Gamer охарактеризовал игру как «мрачную, но странно затягивающую», но раскритиковал реализацию многих механик — сражения, QTE или стелс здесь слишком примитивны по сравнению с другими играми. Он рекомендовал The Inquisitor тему, кто сможет проникнуться атмосферой игры и её «странным» миром.